# Алессія Орро
Алесія Орро (італ. Alessia Orro, 18 липня 1998) — італійська волейболістка, пасуюча. Олімпійська чемпіонка 2024 року, чемпіонка Європи і переможниця Ліги націй. Учасниця Олімпійських ігор у Ріо-де-Жанейро і Токіо.

## Клуби
| Роки      | Команди                       |
| --------- | ----------------------------- |
| 2013–2017 | «Клуб Італія» (Рим)           |
| 2017–2020 | «Унет Е-Ворк» (Бусто-Арсіціо) |
| 2020–     | «Веро Воллей» (Монца)         |

## Досягнення
Олімпійські ігри
- Перше місце (1): 2024

Чемпіонат світу
- Третє місце (1): 2022

Ліга націй
- Перше місце (2): 2022, 2024

Чемпіонат Європи
- Перше місце (1): 2021
- Третє місце (1): 2019

Ліга чемпіонів ЄКВ
- Друге місце (1): 2024

Кубок ЄКВ
- Перше місце (2): 2019, 2021

Особисті досягнення
- Чемпіонат Європи 2021: Найкраща пасуюча
- Ліга націй 2022: Найкраща пасуюча
- Ліга націй 2024: Найкраща пасуюча
- Літні Олімпійські ігри 2024: Найкраща пасуюча

## Статистика
Статистика на літніх Олімпійських іграх:
| Рік    | Турнір           | Ігри | Сети | Очки | Ср.  | Місце | Примітки |
| ------ | ---------------- | ---- | ---- | ---- | ---- | ----- | -------- |
| 2016   | Олімпійські ігри | 5    | 13   | 7    | 0,54 | 9     |          |
| 2021   | Олімпійські ігри | 6    | 19   | 4    | 0,21 | 6     |          |
| 2024   | Олімпійські ігри | 6    | 19   | 13   | 0,68 | 1     |          |
| Всього |                  |      |      |      |      |       |          |